# Ulrika
Az Ulrika Ulrik férfinév női párja.

## Rokon nevek
- Ulla :[1] az Ulrika és az Ulla német beceneve, a finn nyelvben is gyakori.[2]

Rika

## Gyakorisága
Az 1990-es években az Ulrika, Ulla szórványos név, a 2000-es években nem szerepelnek a 100 leggyakoribb női név között.

## Névnapok
Ulrika
- május 8.[2]
- augusztus 6.[2]

Ulla
- május 8.[2]
- július 4.[2]